# The Gunpowder Plot: Exploding the Legend
The Gunpowder Plot: Exploding the Legend var en brittisk dokumentärfilm med Richard Hammond som sändes den 1 november 2005 på ITV. Dokumentärfilmen handlade om att försöka återskapa den explosion som konspiratörerna i krutkonspirationen hade tänkt utföra; denna konspiration, som syftade till att försöka lönnmörda Jakob I av England genom att spränga det brittiska överhuset i Westminsterpalatset, misslyckades och flera av konspiratörerna fängslades och avrättades sedermera.
I dokumentärfilmen, som kostade £1 000 000 att göra, byggdes en modell av det gamla Westminsterpalatset upp och i palatset ställdes skyltdockor och pappfigurer som skulle representera de personer som var närvarande där den 5 november 1605 (den tilltänkta dagen för sprängdådet). Dokumentärfilmen skapades för att infalla samtidigt som 400-årsjubileet av krutkonspirationen.
Resultatet som framkom i dokumentärfilmen var att alla som var inom 100-200 meter från explosionens epicentrum skulle omkomma omedelbart, medan de som var runt 400 meter från explosionens epicentrum förmodligen skulle skadas av spillrorna. I dokumentärfilmen dementerades även ryktena om att ifall krutet hade varit obrukbart skulle explosionen inte kunna äga rum. Ett experiment gjordes med en mindre mängd obrukbart krut och när det antändes skapades ändå en relativt stor explosion. Kraften i det obrukbara krutet förstärktes tack vare att det lagrades i tunnor, vilka kompenserade för krutets dåliga skick. Den koncentrerade mängd krut som fanns i tunnorna skapade en  sorts "kanoneffekt" när det antändes, där krutet först exploderade ut genom tunnornas lock för att en millisekund senare även explodera ut från tunnornas sidor. Fawkes, som var en expert på sprängämnen, hade medvetet valt att placera ut dubbelt så många kruttunnor som faktiskt behövdes för sprängdådet.

## Rollista
- Richard Hammond - programledare
- Henry Douthwaite - Guy Fawkes
- Stuart Liddle - Jakob I av England
- Matt Rozier - Robert Catesby
- Jonathan Dunstan - Thomas Wintour
- Daniel Hoadley - Thomas Percy
- Toby Knight - John Wright

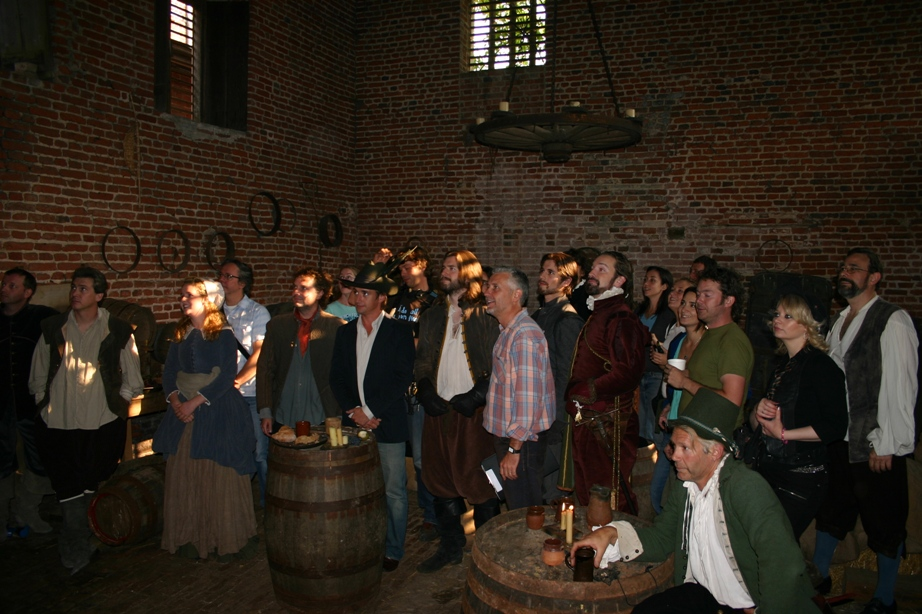
På bilden syns Richard Hammond, Mike Slee och skådespelarna under filmningen av dokumentärfilmen.

- Tallulah Boote Bond - Elisabet Stuart
- John Joyce - Fader Henry Garnet